# David Crausby
David Anthony Crausby (né le 17 juin 1946) est un homme politique du parti travailliste britannique qui est député de Bolton North East de 1997 à 2019.
Crausby est né à Bury, Lancashire et travaille comme tourneur industriel et comme responsable des travaux pour l'Union des ingénieurs fusionnés. Il est conseiller du conseil du district de Bury de 1979 à 1992. Il est fait chevalier lors des honneurs du Nouvel An 2017.

## Jeunesse et carrière
David Crausby est né à Bury, Lancashire et étudie localement à la Derby Grammar School (maintenant Derby High School) à Bury et au Bury Technical College. Il commence une carrière en tant que tourneur, au centre d'apprentis tourneur en 1962, et plus tard devient responsable des travaux pour le Syndicat des ingénieurs fusionnés à Beloit Walmsleys Ltd, Bolton. Il reste à ce poste jusqu'à son élection à la Chambre des communes en 1997. Il est élu conseiller en 1979 au conseil du district de Bury de l'époque, et sert jusqu'en 1992.

## Carrière parlementaire
Il se présente pour le siège marginal de Bury North, après avoir été élu président du Parti travailliste de la circonscription locale, aux élections générales de 1987, mais est battu par le député conservateur Alistair Burt par 6 911 voix. Il se présente pour le siège marginal tenu par les conservateurs de Bolton North East aux élections générales de 1992 où le député en exercice Peter Thurnham n'a été qu'avec une majorité de 813 voix. Bolton North East devient plus marginal, Thurnham ne conservant le siège que par seulement 185 voix.
Thurnham prend sa retraite aux élections générales de 1997, après avoir traversé le parquet pour rejoindre les libéraux démocrates le 12 octobre 1996. Crausby bat le nouveau candidat conservateur, Rob Wilson, par 12 669 voix. Il prononce son premier discours le 17 juillet 1997.
Crausby reste député de 1997 à 2019. Sa majorité tombe à 8 422 voix en 2001 et à 4 103 voix en 2005. Aux élections générales de 2010 et 2015, ses majorités sont de 4 084 et 4 377 voix. Aux élections générales de 2017, il est réélu avec une majorité de 3 797 voix. Il perd son siège au profit du conservateur Mark Logan par 378 voix aux élections générales de 2019.
Au parlement, Crausby rejoint le comité restreint de la sécurité sociale en 1999 et est membre du comité restreint de la défense de l'élection générale de 2001 à 2010. Il vote contre la guerre en Irak en 2003,.
En 2010, il devient membre du panel des présidents et supervise de nombreux débats aux Communes au nom du président, notamment la loi historique de 2018 sur l'Union européenne (retrait).
Crausby s'intéresse depuis longtemps à l'amélioration des chemins de fer dans sa circonscription. Il fait pression sur le dernier gouvernement travailliste pour qu'il s'attaque à la surpopulation et s'oppose à l'idée d'un péage urbain du Grand Manchester en raison du manque d'alternatives viables. Il fait campagne pour conserver le projet d'électrification Preston-Bolton-Manchester qui risquait d'être annulé après la perte des élections de 2010 par les travaillistes .
Crausby est également impliqué dans la politique internationale. Il représente le Royaume-Uni comme membre de la délégation à l'Assemblée parlementaire de l'OTAN de 2005 à 2015, et la délégation britannique à l'Assemblée parlementaire du Conseil de l'Europe de 2013 à 2017.
En 2011, Crausby remporte le discours de l'année sur les Communes du magazine The House, pour son discours sur la promulgation du pacte militaire, battant le premier ministre de l'époque, David Cameron.
En 2013, il est l'un des rares députés travaillistes à voter contre le projet de loi sur le mariage (couples de même sexe), qui est finalement adopté avec le soutien de plusieurs partis.
Crausby est fait chevalier lors des honneurs du Nouvel An 2017.

## Vie privée
Il épouse Enid Anne Noon en 1965 à Bury et ils ont deux fils. Son fils aîné, également nommé David, est un photographe commercial et éditorial; son travail est représenté par plusieurs agences dont Getty Images et Alamy.